# 청송노래산풍력발전
청송노래산풍력발전 주식회사는 경상북도 청송군에 본사를 둔 풍력 발전 기업으로, 대명에너지의 자회사이다.

## 역사
2015년 5월 27일에 설립되었으며, 2020년 10월에 한국수력원자력과 함께 19.2MW 규모의 청송노래산풍력단지를 준공하였다.